# Remington Модель 798
Remington Модель 798 — гвинтівка з ковзним затвором, яку продавала компанія Remington Arms з 2006 по 2008 роки. Гвинтівку розробили для полювання. Гвинтівку збирали з імпортованого вузла ствола і затвора Zastava Arms на ламінованій ложі. Затвор створено на базі затвора гвинтівки Mauser 98. Гвинтівку заряджали набоями .243 Winchester, .308 Winchester, .30-06 Springfield, .270 Winchester, 7mm Remington.Magnum, .300 Winchester.Magnum, .375 H&H Magnum та .458 Winchester Magnum. Вона має заводські кріплення прицілу. Довжина ствола може бути 22, 24 або 26 дюйми. Вона важить 7 фунтів та має коричневе ламіноване ложе. Стандартний варіант коштує $599, а вартість версії Magnum становить від $638 до $839. Це повністю сталева гвинтівка з регульованою подачею, в якій використовується ствольна коробка з плоским дном і вбудованим виступом віддачі, цілісним затвором з двома фіксуючими виступами, а також третім запобіжним виступом і затворною напрямною, повнорозмірним екстрактором, суцільним металевим вузлом з прицілом/магазином/спусковою скобою, з відкидною пластиною нижньої частини магазина та всіма звичайними функціями Mauser 98.